# 강동대학교
강동대학교(江東大學校, Gangdong University)는 충청북도 음성군에 위치한 대한민국의 사립 전문대학이다.

## 연혁
1993년 11월 8일, 류택희가 설립한 학교법인 해광학원(현 학교법인 숭희학원)에 의하여 충북전문대학이 설립되었다. 이듬해 3월 5일 개교하였다. 1997년 3월 1일 극동전문대학으로, 이듬해 5월 1일 극동정보대학으로 교명을 변경하였다. 2011년 6월 7일, 강동대학으로 교명을 변경하고, 같은해 12월 1일부터 강동대학교로 교명을 변경하여 현재에 이른다.
한편 2010년, 대한민국 교육과학기술부는 강동대학교를 학자금대출제한대학으로 선정한 바 있다.

## 교육편제
강동대학교는 공학, 디자인, 보건, 항공호텔, 인문사회, 방송예체능, 평생직업, 사회복지, 소방전기에너지 등 9개 분야를 자체적으로 설정하고, 약 35개 전공을 설치하고 전문학사 학위 과정을 교수하고 있다.

## 사건과 비판

### 설립자 회계 횡령 사건
2002년 9월, 당시 강동대학 재단의 방만한 운영에 반발하며 학생들이 수업 거부에 나섰다. 냉·난방도 작동하지 않는 운영 상황인 것으로 알려졌는데, 대한민국 교육과학기술부 감사 결과 설립자 일가 100억원대 횡령 혐의가 있는 것으로 드러났다.
이어 2012년 7월, 강동대학교 등의 설립자로 알려진 류택희가 자신이 설립자로 있는 강동대학교, 극동대학교, 과천여자고등학교, 과천외국어고등학교 등 4개교의 회계 중 횡령 혹은 배임으로 약 213억원의 이익을 챙겨 기소되었다. 이 이익은 당사자와 일가족의 토지 구입 등의 목적으로 사용되었으며, 당시 총장직을 수행하던 자녀 류기일 역시 연루되어 있는 것으로 알려졌다. 이후 징역 등 실형이 선고된 것으로 알려졌다.

## 같이 보기
- 극동대학교
- 류택희